# Rdečevrati mrhar
Rdečevrati mrhar (znanstveno ime Oiceoptoma thoracicum) je vrsta hrošča iz družine mrharjev, razširjena po skoraj vsej Evraziji.
Prepoznaven je po sploščenem telesu, dolgem 11 do 16 mm, gledano od zgoraj ovalne oblike, s črnimi elitrami in rdečkasto oranžnim ščitkom oprsja, ki ga prekrivajo polegle zlate dlačice. Na elitrah so vidni grebeni. Tipalnice imajo na konici betičasto razširjene lamele.
Območje razširjenosti sega od Zahodne Evrope vse do Japonske, v Evropi je odsoten le na skrajnem severu in jugu. Je izrazito gozdna in dnevno aktivna vrsta, ki se prehranjuje z mrhovino ali pleni druge manjše živali. V Evropi pogosto obiskuje tudi gobe iz rodu mavrahovcev. Pojavlja se poleti, med marcem ali aprilom in septembrom, odvisno od podnebja. Tudi v Sloveniji je splošno razširjen, pogost predvsem v nižinskih gozdovih.